# II Liceum Ogólnokształcące im. Janusza Korczaka w Wieluniu
II Liceum Ogólnokształcące im. Janusza Korczaka w Wieluniu – szkoła średnia w Wieluniu.

## Oferta edukacyjna
Oferta edukacyjna w roku szkolnym 2023/2024:
- filologiczna
- europejska
- prawniczo-dziennikarska
- biologiczno-chemiczna
- matematyczno-językowa
- politechniczna
- wokalno-aktorska
- oddział przygotowania wojskowego

## Historia

### Państwowe Liceum Pedagogiczne (1945-1969)[2]
W październiku 1945 roku z inicjatywy wieluńskich władz powiatowych powołane zostało Państwowe Liceum Pedagogiczne. W 1949 r. było w nim zatrudnionych tylko 2 nauczycieli z wyższym wykształceniem. Pierwotnie miało swoją siedzibę w części budynków klasztornych oo. franciszkanów przy ul. Wodnej 2. Obiekt nie spełniał jednak wymogów szkoły. W wyniku kilkuletnich starań dyr. mgr Stanisława Kazimierza Stronczyńskiego, Ministerstwo Oświaty i Kuratorium w Łodzi przyznało środki na budowę kompleksu budynków dla LP. Budowę nowego gmachu, wraz ze szkołą ćwiczeń oraz internatem, przy ulicy 1 Maja (Piłsudskiego) rozpoczęto w 1954 r. Otwarcie nowego gmachu nastąpiło w marcu 1958 r. W 1964 r. przekształcone w Liceum Pedagogiczne dla Wychowawczyń Przedszkoli.

### Liceum Pedagogiczne dla Wychowawczyń Przedszkoli (1965-1973)[2]
Szkołę ukończyło 390 osób, z tego w systemie stacjonarnym 351, zaś 39 w systemie eksternistycznym.

### Studium Wychowania Przedszkolnego (1973-1984)[2]
Szkoła kształciła kadry nauczycielek przedszkoli w cyklu 6-letnim (po szkole podstawowej) i 2-letnim (po szkole średniej). Ukończyło ją 919 absolwentek, z tego 608 w systemie kształcenia stacjonarnego i 311 w systemie zaocznym (dla pracujących).

### Studium Nauczycielskie (1984-1993)[2]
Szkoła o profilu pedagogicznym kształcąca nauczycieli szkół podstawowych. Prowadziła następujące kierunki kształcenia stacjonarnego i zaocznego: wychowanie przedszkolne (cykl 6-letni i 2-letni), nauczanie początkowe, wychowanie muzyczne i wychowanie fizyczne (cykl 2-letni). Ukończyło ją 599 osób.

### Kolegium Nauczycielskie (od 1992)[2]
Uczelnia powołana decyzją Ministerstwa Edukacji Narodowej. Tworzyło wraz z Liceum Ogólnokształcącym do 1996 Zespół Szkół nr 2. Uruchomiono 2 kierunki studiów: pedagogika wczesnoszkolna i nauczanie początkowe z muzyką. 1 września 1993 uruchomiono nowy, trzeci kierunek studiów – filologię polską. Opiekunem naukowym szkoły jest Akademia im. J. Długosza w Częstochowie (była Wyższa Szkoła Pedagogiczna). Absolwenci KN mieli prawo kontynuowania studiów na wyższych uczelniach.

### Liceum ogólnokształcące (od 1992)[2]
Początkowo działała w ramach Zespołu Szkół nr 2 składającego się z Kolegium Nauczycielskiego i Liceum Ogólnokształcącego. W wyniku wprowadzonych przez Kuratorium Oświaty w Sieradzu zmian organizacyjnych i rozwiązania Zespołu Szkół nr 2, 1 września 1996 powołano II Liceum Ogólnokształcące w Wieluniu jako samodzielną jednostkę organizacyjną. Siedzibą szkoły jest część gmachu przy ul. J. Piłsudskiego 6. 1 maja 1998 nadano szkole imię Janusza Korczaka. Od 1999 organem prowadzącym szkołę jest Starostwo Powiatowe w Wieluniu.

## Dyrektorzy szkoły
- mgr Stanisław Waszczyński (1945-1946)
- mgr Jan Kołodziejczyk (1946-1951)
- Stanisław Kazimierz Stronczyński (1951-1964)
- mgr Stanisław Kazimierz Stronczyński (1965-1974)
- Witold Fryta (1974-1984)
- mgr Zygmunt Wujec (1984-1993)
- dr Zbigniew Spychała (1993-1996)
- mgr Zenon Kołodziej (1996-2000)
- mgr Stanisława Kossakowska (2000-2006)
- mgr Mirosław Kubiak (2006-2013)
- mgr Renata Tatara (od 2013)[2]

## Absolwenci
- Joanna Osyda – aktorka;
- Kinga Zygmunt – aktorka;
- Grzegorz Mielczarek – aktor;
- Mateusz Walczak – dziennikarz;
- Dominika Włodarczyk – mistrzyni Polski w kolarstwie;
- Krzysztof Pogoda – lekarz
- Iwona Karbowska – wokalistka jazzowa i operowa;
- Nina Major – aktorka i piosenkarka;
- Paula Musiał – aktorka scen muzycznych;
- Rafał Wyrębak – wokalista, społecznik;
- Patryk Gąsior – prezenter;
- Daniel Sibiak – dziennikarz[3].

## Ranking
| Rok          | 2015 | 2016 | 2017 | 2018 | 2019 | 2020 | 2021 | 2022 | 2023 | 2024 | 2025 |
| ------------ | ---- | ---- | ---- | ---- | ---- | ---- | ---- | ---- | ---- | ---- | ---- |
| Wieluń       | 2    | 2    | 2    | 2    | 2    | 2    | 2    | 2    | 2    | 2    | 2    |
| Woj. łódzkie | 31   | 50+  | 49   | 34   | 46   | 43   | 40   | 39   | 36   | 43   | 32   |
| Polska       | 380  | 500+ | 500+ | 430  | 607  | 619  | 545  | 506  | 471  | 571  | 470  |